# Route nationale 54 (Estonie)
Pour les articles homonymes, voir Route nationale 54.
La route nationale 54 (Tugimaantee 54) est une route nationale estonienne reliant Karksi-Nuia à Lilli. Elle mesure 17 km.

## Tracé
- Comté de Viljandi
  - Karksi-Nuia
  - Kõvaküla (en)
  - Univere (en)
  - Äriküla (en)
  - Lilli
- Lettonie